# داليبور فيسيلينوفيتش
داليبور فيسيلينوفيتش هو لاعب كرة قدم صربي في مركز الهجوم، ولد في 21 سبتمبر 1987 في نوفي ساد في صربيا. شارك مع منتخب صربيا تحت 19 سنة لكرة القدم ومنتخب صربيا تحت 21 سنة لكرة القدم. أما مع النوادي، فقد لعب مع بيرسخوت إيه سي ورويال أندرلخت وفاسلاند بيفيرين وكيه في ميخيلين ونادي أو إف كيه بيوغراد ونادي بروكسل ونادي كورتريك ونادي لانس.

## وصلات خارجية
- داليبور فيسيلينوفيتش على موقع الاتحاد الأوربي (الإنجليزية)
- داليبور فيسيلينوفيتش على موقع دوري كوريا الجنوبية (الإنجليزية)
- داليبور فيسيلينوفيتش على موقع قاعدة بيانات كرة القدم.إي يو (الإنجليزية)
- داليبور فيسيلينوفيتش على موقع Soccerway.com (الإنجليزية)